# ディズニー マイリトルドール
『ディズニー マイリトルドール』（Disney My Little Doll）は、ココネより配信されたスマートフォン向けゲームアプリ。ウォルト・ディズニー・ジャパンとのライセンス契約に基づいて制作されたディズニー初のアバターアプリとなる。2016年7月に事前登録を開始し、2016年9月にサービス開始。基本プレイ無料（アイテム課金制）。
2024年9月25日をもってサービスを終了した。

## 概要
ディズニーキャラクターをモチーフにした“リトルドール”のお世話や、アバターやドールハウスをお好みのディズニーテーマで飾ることができる。登録ユーザー数は450万人以上で、登場するリトルドールは200種以上（2021年8月時点）。2021年8月5日から香港および台湾でのサービスを開始。

## 登場する主なディズニーテーマ
- ミッキー&フレンズ
- チップとデール
- くまのプーさん
- シンデレラ
- 塔の上のラプンツェル
- アナと雪の女王
- リトル・マーメイド
- ふしぎの国のアリス
- 美女と野獣
- アラジン
- 白雪姫
- 眠れる森の美女
- モアナと伝説の海
- ピーター・パン
- リロ＆スティッチ
- おしゃれキャット
- ダンボ
- ピノキオ
- ヘラクレス
- わんわん物語
- 三人の騎士
- 三匹の子ぶた
- バンビ
- トイ・ストーリー
- ズートピア
- ファインディング・ニモ/ファインディング・ドリー
- シュガー・ラッシュ
- ベイマックス
- モンスターズ・インク

## 歴史
- 2016年
  - 9月 - Android版およびiOS版『ディズニー マイリトルドール』日本リリース
- 2021年
  - 8月 - 台湾および香港でリリース

## TVCM
- 2017年8月「ディズニー マイリトルドール　行進篇」[5]
- 2020年4月「リッキードール篇」[6]